# سون جی یون
سون جی یون (کره‌ای: 손지윤؛ زادهٔ ۱۸ فوریه ۱۹۸۳) بازیگر اهل کره جنوبی است. او با ایفای نقش در تئاتر مه دریا در سال ۲۰۰۷ فعالیت خود را آغاز کرد و بیشتر کارهای او تئاتر و تعداد کمی موزیکال بود. از سال ۲۰۱۷ سون ایفای نقش در فیلم‌ها و مجموعه‌های تلویزیونی را آغاز کرده‌است.

## فیلم‌شناسی

### فیلم
| سال  | تولید                      | تولید       | نقش                     | منابع       |
| سال  | عنوان                      | عنوان کره‌ای | نقش                     | منابع       |
| ---- | -------------------------- | ----------- | ----------------------- | ----------- |
| ۲۰۱۷ | متد                        | 메소드      | تماشاچی تئاتر           |             |
| ۲۰۱۸ | شاهزاده خانم و دلال ازدواج | 궁합        | بانوی دربار قصر سونگهوا |             |
| ۲۰۱۹ | مثل اولین نوشیدن           | 첫잔처럼    | سو جی هه                |             |
| ۲۰۲۱ | دابل پتی                   | 더블패티    | سون جی یون              | [ ۷ ] [ ۸ ] |

### تلویزیون
| سال  | عنوان              | عنوان               | نقش                  | توصیحات          | منابع  |
| سال  | عنوان انگلیسی      | عنوان کره‌ای         | نقش                  | توصیحات          | منابع  |
| ---- | ------------------ | ------------------- | -------------------- | ---------------- | ------ |
| ۲۰۲۰ | گمشده: آن سوی دیگر | 미씽: 그들이 있었다 | مادر هانول           | مهمان (قسمت ۱–۲) | [ ۹ ]  |
| ۲۰۲۰ | تله                | 트랩                | پزشک کالبدگشایی      | مهمان            | [ ۹ ]  |
| ۲۰۱۹ | غریبه فصل ۲        | 비밀의 숲 ۲         | مدیر دفتر سو دونگ جه | مهمان            | [ ۹ ]  |
| ۲۰۱۸ | خانم حمورابی       | 미스 함무라비       | همسر لی میونگ سو     | مهمان            | [ ۹ ]  |
| ۲۰۲۲ | نیروهای امداد      | 소방서 옆 경찰서    | یون هونگ             |                  | [ ۱۰ ] |